# Rasmus e il vagabondo
Rasmus e il vagabondo (Rasmus på luffen) è un libro per ragazzi della scrittrice Astrid Lindgren, pubblicato nel 1957. 
Nel 1958 il libro ha vinto il Premio Hans Christian Andersen.

## Trama
Rasmus è un bambino svedese di 9 anni che vive nell'orfanotrofio comunale di Vasterhaga, diretto dalla severa e autoritaria signorina Poiana. La vita per lui è piuttosto dura: oltre a studiare le materie di scuola deve svolgere lavori faticosi (come la raccolta delle patate) e quando va in paese deve subire le angherie dei ragazzi che lo prendono in giro perché non ha i genitori. Il suo più grande desiderio è quello di trovare una nuova famiglia, ma tutti i visitatori dell'orfanotrofio preferiscono adottare bambine bionde e graziose, lasciando nell'istituto i maschi più grandicelli, come Rasmus e il suo amico Gunnar. Per sfuggire a una punizione da parte della direttrice, ma anche mosso dal desiderio di esplorare il mondo, Rasmus decide di fuggire e di cercarsi da solo dei genitori. Dopo l'entusiasmo iniziale e la gioia per essere finalmente libero e non più sottoposto alle rigide regole dell'orfanotrofio, inizia a rendersi conto che la vita sulla strada non è facile e a sentirsi solo e sperso. La svolta arriva all'improvviso; una notte Rasmus cerca riparo nel fienile di una fattoria e lì incontra Oscar il vagabondo, un simpatico ed eccentrico cantastorie girovago che suona l'armonica a bocca. I due fanno amicizia e iniziano ad andare in giro insieme, vivendo alla giornata e guadagnando qualche spicciolo come possono.
Sfortunatamente sul loro cammino incontrano due rapinatori, Lif e Liander, che si sono nascosti nella casa di un'anziana donna, la signora Heldberg. Oscar è ingiustamente accusato dei loro crimini e arrestato dalla polizia; Rasmus cerca di aiutare l'amico a dimostrare la propria innocenza, ma viene catturato dai malviventi. Dopo varie vicissitudini, Oscar è scagionato, Rasmus liberato e i veri colpevoli vengono assicurati alla giustizia. Per Rasmus finalmente si prospetta la possibilità di avere dei genitori, perché una coppia benestante è intenzionata ad adottarlo, ma il bambino ormai si è affezionato a Oscar e preferisce continuare ad andare in giro con lui. Alla fine i due compagni di viaggio raggiungono una casetta vicino a un lago, dove abita la moglie di Oscar, una donna amichevole e gentile, che ha anche un piccolo gatto nero. E Rasmus scopre che è questa la famiglia che da tanto tempo cercava.

## Opere derivate
- Nel 1955 è uscito il film di produzione svedese Luffaren och Rasmus, diretto da Rolf Husberg[2][3].
- Nel 1971 è stato realizzato dalla TV slovena (allora TV Ljubljana) il film a puntate Erazem in potepuh, diretto da  Staš Potočnik.[4]
- Nel 1978 è uscito il film per la TV di produzione sovietica Rasmus-brodjaga, regia di Mariya Muat[5][6].
- Nel 1981 è stato realizzato il film svedese Rasmus på luffen, regia di Olle Hellbom[7]; presentato al Festival di Berlino 1982, il lavoro è stato ridotto in una miniserie  di quattro puntate per la distribuzione all'estero[8].

## Edizioni in italiano
- Astrid Lindgren, Rasmus e il vagabondo, traduzione di Annuska Palme e Donatella Ziliotto, Illustrazioni di Horst Lemke, Firenze: Vallecchi, 1958
- Astrid Lindgren, Rasmus e il vagabondo, a cura di Maria Andreotti, Firenze: Salani narrativa: Le Monnier, 1986
- Astrid Lindgren, Rasmus e il vagabondo, traduzione di Annuska Palme Larussa e Donatella Ziliotto, Milano: Salani, 1997
- Astrid Lindgren, Rasmus e il vagabondo, traduzione di Annuska Palme Larussa e Donatella Ziliotto ; con le illustrazioni di Horst Lemke, Milano: Centauria, 2016
- Astrid Lindgren, Rasmus e il vagabondo, legge Elena Maria Giudici, Feltre: Centro Internazionale del Libro Parlato, 2018